# Victor Wolf von Glanvell
Viktor Wolf von Glanvell (Klagenfurt, 4 settembre 1871 – Thörl, 7 maggio 1905) è stato un alpinista, insegnante e scrittore austriaco, effettuò oltre 1 500 salite nelle Alpi austriache fintanto che cadde mortalmente dalla parete sud-est del monte Fölzstein sito nel comune di Thörl nella regione dell'Hochschwab (Stiria). È considerato uno dei grandi alpinisti austriaci della sua epoca per tecnica, numero e qualità delle vette scalate.

## Biografia
Victor Wolf von Glanvell nacque a Klagenfurt figlio dell'ufficiale imperiale e reale Ignaz Wolf Edler von Glanvell (1832–1898) e di sua moglie Therese (nata Braunhofer, 1845–1930). Si diplomò al liceo di Graz e conseguì il dottorato presso l'università nel 1894. Appena quattro anni dopo completò la sua abilitazione in diritto canonico, e nel 1901 fu nominato professore universitario straordinario. Nello stesso anno, dopo un fidanzamento di tre anni, sposò il 20 luglio la pittrice Maria Theresia “Mary” Luschin Edle von Ebengreuth (1877–1968), nipote del famoso storico del diritto e numismatico Arnold Luschin-Ebengreuth, suo mentore. all'università. 
Wolf Glanvell scrisse nel 1890 la prima guida attraverso le Dolomiti di Braies nonché un'altra popolare guida delle Dolomiti e pubblicò numerosi saggi su temi alpinistici. Il suo lavoro sulla storia del diritto canonico medievale era ed è ancora oggi molto apprezzato a livello accademico; autorevole resta ancora oggi l'edizione critica della raccolta canonica del cardinale Deusdedit, da lui presentata nel 1905.
La moglie di Wolf von Glanvell, Mary, condivideva il suo interesse per la montagna e lo accompagnò in numerose escursioni, anche difficili. Così la coppia, appena fidanzata, scalò la Herrensteinturm (2395 m) il 23 agosto 1898; Altri successi congiunti sono stati la salita della Cima piccola di Lavaredo e della Planspitze da nord, del Pisciadù sulla parete nord, del Jôf Fuârt da Camporosso e del Campanile di Val Montanaia. Occasionalmente erano presenti anche le amiche di Mary Titty Anger (figlia del direttore della tramvia di Graz e poi moglie di Günther von Saar), Mizzi Wellspacher e Johanna "Hannchen" Capellmann.
Il 7 maggio 1905 l'allora trentatreenne Wolf von Glanvell, insieme ai suoi compagni Gottlieb Stopper e Leo Petritsch, cadde mortalmente dalla parete sud-est del Fölzstein nella regione dell'Hochschwab (Stiria) travolto da una scarica di sassi. Questa disgrazia suscitò un'attenzione e una simpatia insolita nel mondo dell'alpinismo dell'epoca, perché era considerato un alpinista molto attento. Lasciò la moglie e la figlia Irmingard (nata il 22 marzo 1905), di poche settimane, e fu sepolto per sua volontà nel cimitero di St. Veit a Braies con la tomba in vista sulla parete nord della Croda del Becco. Nel suo necrologio, Günther von Saar descrisse Wolf Glanvell come un "uomo alto e di corporatura atletica" che allenava il suo corpo attraverso la ginnastica e la scherma.
Alla sua memoria gli fu dedicato il rifugio Wolf Glanvell nella Travenanzestal, a ovest di Cortina d'Ampezzo, costruito nel 1907, fu distrutto durante la prima guerra mondiale e successivamente non più ricostruito. Nelle Dolomiti di Sesto porta il suo nome la Torre Glanvell nello Croda dei Toni, che fu il primo torrione da egli scalato nel settembre 1896 insieme a Karl Ludwig Domenigg oltre al sentiero tematico "Viktor Wolf Edler von Glanvell", un percorso tematico semplice e ben segnalato che porta dai "Bagni di Braies Nuova", tra Ferrara e Braies di Dentro, al Lago di Braies.

## Carriera alpinistica

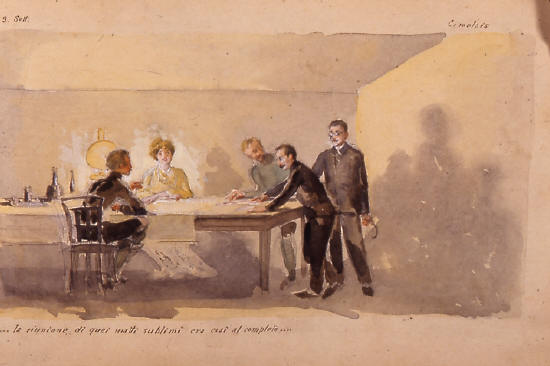
Al ritrovo per la salita al Campanile di Val Montanaia

La passione per l’alpinismo fu precoce. Viktor Wolf von Glanvell fu nelle Dolomiti, nella zona di Braies, nel 1886; negli anni seguenti realizzò importanti campagne alpinistiche, con le guide Josepf Appenbichler nella Croda Rossa e con gli Innerkofler nelle Lavaredo.
Ben presto scelse l’alpinismo senza guide, di cui divenne un illustre sostenitore, e fondò un gruppo alpinistico d’élite, la "Gilde zur Großen Kletterschuh".
Negli anni successivi i più assidui compagni di cordata di Viktor Wolf von Glanvell furono Karl Ludwig Domenigg e Günther von Saar.
L’anima sportiva spingeva Glanvell a perfezionare l’allenamento atletico e a cercare vie di salita su cime ardite e repulsive; ma c’era del metodo in questo alpinismo esplorativo, che si riallacciava alla grande tradizione. Le salite erano il risultato di un approfondito studio topografico e storico e s’inquadravano in un’esplorazione metodica dei gruppi dolomitici su cui l’infaticabile alpinista concentrava l’attenzione. In questi gruppi Glanvell aprì molti itinerari nuovi. I principali exploit furono la parete Sud di Cima Una e una torre nella Croda dei Toni che prese poi il nome del primo salitore (1898 entrambe con Karl Ludwig Domenigg), la parete Sudovest della Torre Fanes (1898, con Günther von Saar), una via sui versanti Nord e Ovest della Tofana di Rozes (1899, con Karl Ludwig Domenigg e Gottlieb Stopper), lo Zurlon nel Sorapis (1899, con Karl Ludwig Domenigg e Günther von Saar); ma soprattutto la prima via sul Campanile di Val Montanaia (1902, con Günther von Saar), a coronamento di una intensa esplorazione alpinistica che si concretizzò in una ricca messe di itinerari nuovi nei Monfalconi e Spalti di Toro.

## Ascensioni
- 1898 - con l’amico Karl Ludwig Domenigg salì la parete Sud di Cima Una.
- 1898 - aprì un itinerario nuovo con Karl Ludwig Domenigg su una torre nella Croda dei Toni che prese poi il nome del primo salitore.
- 1898 - con Günther von Saar esplorò e salì la parete Sudovest della Torre Fanes.
- 1899 - con Karl Ludwig Domenigg e Gottlieb Stopper aprirono una via sui versanti Nord e Ovest della Tofana di Rozes.
- 1899 – salì lo Zurlon, la cresta principale del Monte Cristallo, nel Sorapiss con Karl Ludwig Domenigg e Günther von Saar.
- 1899 - 23 agosto. con compagni ripercorse la via tracciata il giorno prima da John Swinnerton Phillimore e Arthur Guy Raynor, guidati da Agostino Verzi e Antonio Dimai, sulla parete Sud della Costa del Bartoldo, una punta del Pomagagnon. In questa occasione Glanvell e compagni percorsero la quarta cengia, oggi impraticabile per franamento, per raggiungere il tratto chiave della via e scesero dal versante settentrionale.
- 1900 - 1901, percorse metodicamente i versanti settentrionali e occidentali del Pomagagnon.
- 1902 prima via sul Campanile di Val Montanaia, con Günther von Saar a coronamento di una intensa esplorazione alpinistica nei Monfalconi e Spalti di Toro.
- 1905 - morì travolto da una scarica di sassi su una parete non lontana da Graz.

## Opere
Fu autore di monografie alpinistiche che rappresentarono un punto fermo nella pubblicistica del tempo: sulle Dolomiti di Braies (1890), sul gruppo di Fanes e le Tofane (1904) e sul Pomagagnon (postumo, 1913):
- Guida attraverso le Dolomiti di Braies (1890).
- Guida delle Dolomiti (1898).
- Studi di diritto privato canonico. I. La Negotia inter vivos (1897).
- La raccolta dei canonici del Cod. Vaticano. lat. 1348 , (= resoconti delle riunioni dell'Accademia delle Scienze di Vienna, Classe storico-filosofica, volume 136.2) Vienna 1897.
- Le ultime volontà e il testamento secondo il diritto ecclesiastico comune (1905).
- Viktor Wolf von Glanvell: La collezione di canonici del cardinale Deusdedit , Paderborn 1905 (ristampa Aalen 1967). Copia digitale.
- Una monografia sulla regione di Monfalconi e Spalti di Toro fu pubblicata postuma nel 1906.